# عالم‌پور، مدهیا پرادش
عالم‌پور، مدهیا پرادش (به انگلیسی: Alampur, Madhya Pradesh) یک منطقهٔ مسکونی در هند است که در مادایا پرادش واقع شده‌است.

## خصوصیات
عالم‌پور ۹٬۳۵۰ نفر جمعیت دارد و ۱۵۹ متر بالاتر از سطح دریا واقع شده‌است.